# Michelle Agyemang
Michelle Agyemang (* 3. Februar 2006 in London) ist eine englische Fußballspielerin, die als Stürmerin für den Women’s-Super-League-Klub Arsenal WFC (London) und die englische Frauenfußballnationalmannschaft spielt.
Agyemang durchlief alle englischen Nachwuchsnationalteams – von der U16 bis zur U23. April 2025 debütierte sie für die A-Nationalmannschaft in einem Testspiel gegen Belgien und erzielte dabei bereits nach 41 Sekunden ihr erstes Länderspieltor. Bei der Fußball-Europameisterschaft der Frauen 2025 erzielte sie im Viertelfinale gegen Schweden und im Halbfinale gegen Italien jeweils nach ihrer Einwechslung ein entscheidendes Tor. Nach Abschluss der Europameisterschaft wurde Agyemang zur besten Nachwuchsspielerin gekürt.